# Иван Паунић
Иван Паунић (Београд, 27. јануар 1987) бивши је српски кошаркаш. Играо је на позицији бека.

## Клупска каријера
Паунић је професионалну каријеру почео у Партизану у сезони 2004/05. Из Партизана је ишао на позајмице у Мегу и Морнар да би током 2006. прешао у Војводину Србијагас као део трансфера у замену за Миленка Тепића. Провео је две сезоне у Војводини, а затим је 2008. отишао у Остенде. После споразумног раскида уговора са белгијским тимом крајем 2009. године, преселио се у Солун где је бранио боје Ариса.
Средином августа 2010. потписао је уговор са новим руским прволигашем Нижњијем из Новгорода, којег је са клупе предводио Зоран Лукић. Пре њега у овај тим је стигао још један Србин, Вукашин Алексић из крагујевачког Радничког. Паунић је у руском шампионату бележио у просеку 11,2 поена и 5,4 скокова, док је у Еврочеленџ купу био још успешнији са 15,6 поена и 6 скокова по мечу.
У априлу 2012. потписао је за Виртус из Болоње до краја сезоне. Сезону 2012/13. почео је у Азовмашу, да би 29. децембра 2012. раскинуо уговор са украјинским тимом. У јануару 2013. потписао је уговор са Лагун Аром из Сан Себастијана до краја сезоне. У септембру 2013. потписао је једногодишњи уговор са Фуенлабрадом. Крајем октобра 2014. потписао је уговор са казахстанском Астаном. У децембру исте  године напустио је Астану и прешао у Будућност из Подгорице. У подгоричком клубу је провео остатак сезоне 2014/15. и освојио је национално првенство и куп.
У августу 2015. поново је постао члан Фуенлабраде. Након две сезоне у Фуенлабради преселио се у Турску где је током сезоне 2017/18. наступао за Тофаш. Почетком априла 2019. потписао је за Шемидор из Техерана. У новембру 2019. објављено је да је по трећи пут у каријери потписао за Фуенлабраду, али је уговор неколико дана касније поништен. У фебруару 2020. потписао је уговор са Мега Бемаксом. У дресу Меге је наступио на само две утакмице, након чега су сва кошаркашка такмичења прекинута због пандемије корона вируса. У октобру 2020. потписао је Локомотиву Кубањ. Провео је наредне три сезоне у руском клубу.

## Репрезентација
Са репрезентацијом Србије и Црне Горе до 18. година освојио је Европско првенство 2005. у Београду. Наредне године је са селекцијом СЦГ до 20 година освојио такође златну медаљу на Европском првенству у Турској. Са универзитетском репрезентацијом Србије освојио је сребрну медаљу на Универзијади 2007. године у Бангкоку. Две године касније је са истом селекцијом освојио златну медаљу на Универзијади у Београду.
Са сениорском репрезентацијом Србије освојио је сребрну медаљу на Европском првенству 2009. године у Пољској. Такође је био члан тима на Светском првенству 2010. у Турској и на Европском првенству 2011. године у Литванији.

## Успеси

### Клупски
- Партизан:
  - Првенство Србије и Црне Горе (1): 2004/05.
- Будућност:
  - Првенство Црне Горе (1): 2014/15.
  - Куп Црне Горе (1): 2015.

### Репрезентативни
Србија и Црна Гора
- Европско првенство до 18 година:  2005.
- Европско првенство до 20 година:  2006.

Србија
- Европско првенство до 20 година:  2007.
- Универзијада:  2007.
- Универзијада:  2009.
- Европско првенство:  2009.